# Basmat Ṭab‘ūn
Basmat Ṭab‘ūn (hebreiska: Basmat Tab‘un, בסמת טבעון) är en ort i Israel.   Den ligger i distriktet Norra distriktet, i den norra delen av landet. Basmat Ṭab‘ūn ligger 194 meter över havet och antalet invånare är 6 300.
Terrängen runt Basmat Ṭab‘ūn är platt åt nordost, men åt sydväst är den kuperad. Runt Basmat Ṭab‘ūn är det ganska tätbefolkat, med 80 invånare per kvadratkilometer. Närmaste större samhälle är Haifa, 18,0 km nordväst om Basmat Ṭab‘ūn. Trakten runt Basmat Ṭab‘ūn består till största delen av jordbruksmark.